# Commandant de bord
 (septembre 2024).
Si vous disposez d'ouvrages ou d'articles de référence ou si vous connaissez des sites web de qualité traitant du thème abordé ici, merci de compléter l'article en donnant les références utiles à sa vérifiabilité et en les liant à la section « Notes et références ».
Pour les articles homonymes, voir Commandant (homonymie) et CDB.
En aéronautique, le commandant de bord est le pilote qui a la responsabilité du vol d'un aéronef, de la navigation, et de la sécurité.
Dans un avion nécessitant un pilotage à deux ou plus (notamment les avions de ligne) il est secondé par un copilote, et, sur certains avions, un mécanicien navigant.

## Formation
En général, la formation commence par un baccalauréat scientifique, suivie par deux années de classes préparatoires en grande école d'ingénieurs (ENS), permettant d'accéder au concours d'entrée de l'École nationale de l'aviation civile (ENAC). La formation en Crew resource management permet aux équipages d'améliorer la communication et la prise de décision.
En début de carrière, le pilote est d'abord copilote, puis il peut évoluer en tant que commandant de bord.
En formation continue, le commandant de bord effectue des formations sur simulateur de vol.

## Fonctions
La mission d'un commandant de bord (code ROME N2102) est de piloter un aéronef (avion de ligne ou hélicoptère) pour transporter des passagers ou du fret, en étant responsable des conditions de sécurité, avec des obligations d'exactitude, de confort et d'excellence à l'encontre des passagers.

### Avant le vol
Avant le départ, le commandant de bord doit préparer son vol, avec un plan de vol, la vérification de la météo et du bon fonctionnement des outils de navigation, et le calcul du carburant.

### Pendant le vol
Le commandant de bord doit assurer le dialogue avec les contrôleurs aériens, faire les annonces pour les passagers, et surveiller la consommation de carburant ainsi que les paramètres de vol.

## Place dans le cockpit
Dans un avion, le commandant de bord prend généralement la place gauche. En cas de vol d'instruction, l’instructeur commandant de bord peut se trouver en place droite. Sur hélicoptère, au contraire, le commandant de bord est généralement en place droite.

## Avantages et inconvénients

### Avantages
- Pas de routine, diversité des vols, nombreux pays visités, rencontres et contacts avec les équipages et les passagers.
- Prestige lié à la haute technologie de l'avion et à la responsabilité du transport de personnes.
- Le salaire du commandant de bord est très attractif dès le début de carrière.

### Inconvénients
- La qualité de vie est difficile, car les heures de travail sont souvent sur des plages horaires très importantes (exemples : les vols longs courriers avec des décalages horaires importants).
- Le métier demande une grande disponibilité et une bonne hygiène de vie (ne pas boire d’alcool, bien dormir, aucun excès).
- Du stress peut être lié aux incertitudes techniques et météorologiques.

## Commandant de bord célèbre
Sully est un film américain coproduit et réalisé par Clint Eastwood et sorti en 2016. Il s'agit d'un film biographique inspiré d'un fait vécu, l'amerrissage forcé du vol US Airways 1549 sur le fleuve Hudson, réussi par le pilote Chesley « Sully » Sullenberger en janvier 2009.